# Lovec (priimek)
Lovec je priimek več znanih Slovencev:

## Znani nosilci priimka
- Aleksander Lovec (*1942), gospodarstvenik
- Joža/-e/ Lovec (*1939), veslač
- Marko Lovec (*1984), mednarodni politolog, prof. FDV
- Suzana Lovec (*1977), novinarka in urednica
- Tone Lovec (1929—2018), zborovski pevec, solist
- Vladimir Lovec (1922—1992), skladatelj, dirigent, glasbeni pedagog in kritik
- Zdenka Lovec (r. Bartol) (1924—2023), novinarka in urednica, gledališka kritičarka